# Maria Theresa van Thielen
Maria Theresa van Thielen (Antwerpen, 7 maart 1640 – aldaar, 11 februari 1706) was een kunstschilder uit de barokperiode die voornamelijk bloemen schilderde.

## Levensloop
Maria Theresa van Thielen was de dochter van de bloemschilder Jan Philip van Thielen en leerde samen met haar zusters Anna Maria en Françoise Katharina het vak van haar vader, die meester werd in de Antwerpse Sint-Lucasgilde in 1641. Zoals de rest van haar familie, maakten zij bloemstukken.
- Biografisch Portaal: 15731242
- RKD-Nederlands Instituut voor Kunstgeschiedenis: 77058
- Union List of Artist Names: 500405956
- Virtual International Authority File: 751153596618851900009